# Narumi Miuraová
Narumi Miuraová (japonsky 三浦 成美, * 3. července 1997 Kawasaki) je japonská fotbalistka. Hraje ve středu zálohy.

## Reprezentační kariéra
Za japonskou reprezentaci v letech 2018 až 2023 odehrála 30 reprezentačních utkání. Byla členkou japonské reprezentace i na Mistrovství světa ve fotbale žen 2019. Zúčastnila se tokijského olympijského turnaje, kde Japonky vypadly ve čtvrtfinále.

## Klubová kariéra
S týmem Nippon TV Beleza vyhrála čtyřikrát v řadě japonskou ligu v letech 2016 až 2019 a mistrovství ženských klubů AFC v roce 2019. Od února 2023 hraje americkou National Women's Soccer League za klub North Carolina Courage.

## Statistiky
| Japonsko | Japonsko | Japonsko |
| Roky     | Záp.     | Góly     |
| -------- | -------- | -------- |
| 2018     | 5        | 0        |
| 2019     | 12       | 0        |
| 2020     | 3        | 0        |
| 2021     | 8        | 0        |
| 2022     | 2        | 0        |
| Celkem   | 30       | 0        |

## Úspěchy

### Reprezentační
- Mistrovství světa do 20 let:  2016